# Kovács György (hangmérnök)
Kovács György (Budapest, 1942. február 4.) Balázs Béla-díjas hangmérnök, zeneszerző.

## Pályája
Kőbányán született. Az I. László Gimnázium zeneiskolájába járt, majd a Műegyetem villamosmérnöki karán, a híradástechnikai szakon tanult tovább, 1960–65 között. Zenei gyakorlatát 1958–67 közt az ÉDOSZ Szimfonikus Zenekarában szerezte harsonán.
1963-ban egyetemi tankörtársaival megalakította a Futurama együttest, amely beatzenekarként indult. A szólógitáros Kovácson kívül tagja volt Kürtösi György, Ádám Kati (ének), Erős Sándor (zongora), Dobrovolni Tibor (dob), Nagy Imre (gitár) és Darnyi Béla (basszusgitár). Az együttes számos helyszínen, köztük legendás helyeken lépett fel: a Műegyetem kollégiumában (Hess András tér) és Ezres Kollégiumában, az E-Klubban (Népliget), a Vízműveknél és a Medikus Teaklubban. Szerepelt a Ki mit tud?-on is. A későbbiek során az együttes tagja volt Babos Gyula, Laux Tibor, Farkas György, Feszl Miklós, Köves Miklós (Pinyó), Váradi Vadölő László, Hardy Anikó, Román Péter és Kalmus József. A zenekar 1970-ben feloszlott. 
Kovács György 1965-től 1990-ig a MAFILM-ben dolgozott, eleinte hangtechnológusként, majd hangmérnökként. Mintegy 100 játékfilm és 70 hanglemez hangmérnöke volt, számos film zenéjét is ő szerezte. A Queen együttes budapesti koncertjéről készült filmnek ugyancsak ő volt a hangmérnöke.
1990-ben megalapította a Magyar Hangmérnökök Társaságát, melynek azóta is elnöke.
Számos külföldi hírességgel dolgozott együtt: Trovajoli, Piovani, Mastroianni, Schygulla, Dourif, Huppert stb.
2010-ben kitüntették a Magyar Köztársasági Érdemrend lovagkeresztjével.

## Főbb filmes munkái hangmérnökként ill. zeneszerzőként
- Kitörés (Bacsó Péter, 1971)
- Álljon meg a menet! (Gyarmathy Lívia, 1973) első nagyjátékfilmje hangmérnökként
- Örökbefogadás (Mészáros Márta, 1975) hangmérnök és zeneszerző
- Kilenc hónap (Mészáros Márta, 1976) hangmérnök és zeneszerző
- Ők ketten (Mészáros Márta, 1977) hangmérnök és zeneszerző
- Kihajolni veszélyes! (Zsombolyai János, 1977) hangmérnök
- Veri az ördög a feleségét (András Ferenc, 1977) hangmérnök és zeneszerző
- Végkiárusítás (tv-film, András Ferenc, 1978) zeneszerző
- Dániel (tv-sorozat, 1978) zeneszerző
- 80 huszár (Sára Sándor, 1978) hangmérnök
- Minden szerdán (Gyarmathy Lívia, 1979) zeneszerző
- Kojak Budapesten (Szalkai Sándor, 1980) zeneszerző
- Ripacsok (Sándor Pál, 1980) hangmérnök
- A Koncert (Koltay Gábor, 1981) hangmérnök
- A legnagyobb sűrűség közepe (tv-film, András Ferenc, 1981) zeneszerző
- Autóversenyzők (Róna Péter, 1981) zeneszerző
- Kopaszkutya (Szomjas György, 1981) hangmérnök
- Szívzűr (Böszörményi Géza, 1981) zeneszerző
- Dögkeselyű (András Ferenc, 1982) hangmérnök és zeneszerző
- Elcserélt szerelem (Szalkai Sándor, 1983) zeneszerző
- Postarablók (tv-film, András Ferenc, 1985) zeneszerző
- A nagy generáció (András Ferenc, 1986) zeneszerző
- Magic – A Queen Budapesten (magyar–angol koncertfilm, Zsombolyai János, 1987) hangmérnök
- Miss Arizona (Sándor Pál, 1988)
- Tutajosok (Elek Judit, 1989) hangmérnök
- Az utolsó nyáron (András Ferenc, 1991) zeneszerző
- Édes Emma, drága Böbe (Szabó István, 1992) hangmérnök
- Európa Kemping (Szőke András, 1992) hangmérnök
- Roncsfilm (Szomjas György, 1992) hangmérnök
- Ördög vigye (Pajer Róbert, 1992) hangmérnök
- Senkiföldje (Jeles András, 1993)
- Sose halunk meg (Koltai Róbert, 1993)
- Sátántangó (Tarr Béla, 1994) hangmérnök
- Az alkimista és a szűz (Kamondi Zoltán, 1998)
- Gyógyszer(gy)árak titkai (dokumentumfilm, Szobolits Béla, 1998) zeneszerző
- Játssz, Félix, játssz... (Grunwalsky−Jancsó, 1998) hangmérnök
- Egyszer élünk (Molnár György, 2000) hangmérnök
- Glamour (Gödrös Frigyes, 2000)
- Werckmeister harmóniák (Tarr Béla, 2000)
- Az utolsó blues (Gárdos Péter, 2001) hangmérnök
- Csocsó, avagy éljen május elseje! (Koltai Róbert, 2001) hangmérnök
- A Hídember (Bereményi Géza, 2002) hangmérnök
- A londoni férfi (Tarr Béla, 2007) hangmérnök
- Casting minden (Tímár Péter, 2008) hangmérnök
- Varga Katalin balladája (Peter Strickland, 2009) hangmérnök
- Vespa (Groó Diana, 2010) hangmérnök
- Visszatérés (Elek Judit, 2010)
- Aglaja (Deák Krisztina, 2012) hangmérnök
- Argo 2. (Árpa Attila, 2013/2015) hangmérnök
- Director’s Place (Szabó István)[forrás?]

## Hanglemezek
- LGT (10 lemez)
- Zorán (3 lemez)
- Bergendy-együttes (3 lemez)
- After Crying (4 lemez)
- Mini (2 lemez)
- Generál
- Hernádi Judit
- Bessenyei Ferenc
- Hobo Blues Band
- P. Box (3 lemez)
- Bikini együttes
- Vujicsics Tihamér
- Ando Drom (4 lemez)

## Díjak, elismerések
- 1990: Balázs Béla-díj
- 2009: „Ezüst Medve” az 59. Berlini Filmfesztiválon, a Varga Katalin balladája c. film „sound-design”-jáért (megosztva)
- 2009: „Silver Gateway of India”, a 11. Mumbai Filmfesztivál Zsüridíja a Varga Katalin balladája hangjának magas művészi színvonalú technikai megvalósításáért
- 2010: a Magyar Köztársasági Érdemrend lovagkeresztje, sokoldalú művészi munkássága elismeréseképpen